# RAITEC
Die RAITEC GmbH ist ein österreichisches Informatik-Systemhaus und Teil der Raiffeisenbankengruppe Österreich. Das Kerngeschäft der RAITEC bilden heute der Rechenzentrumsbetrieb und der Betrieb dezentraler Hard- und Software-Strukturen für Banken zur Abwicklung aller Geschäfte.

## Geschichte
Die RAITEC GmbH wurde am 26. November 1970 unter dem Namen „Raiffeisen-Rechenzentrum“ ins Handelsregister eingetragen und nahm am 1. Jänner 1971 den Betrieb auf.
Der Gründungsauftrag war, mit Hilfe von Datenverarbeitungsanlagen den Institutionen der Raiffeisen-Organisation für Dienstleistungen auf den Gebieten des Rechnungswesens zur Verfügung zu stehen. Schwerpunkt in der Gründungsphase war dabei die Betreuung von Lagerhäusern. Als sich auch nicht dem Raiffeisen-Sektor zugehörende Genossenschaften der Dienste des Rechenzentrums bedienten wurde der Firmenname am 9. Dezember 1975 auf Genossenschafts-Rechenzentrum (GRZ) geändert.
Im Jahr 1989 wurde der Schwerpunkt, gemeinsam mit Raiffeisen Oberösterreich, auf die Betreuung von Banken verlagert. Im Zuge einer Änderung der Beteiligungsverhältnisse wurde im Jahr 2003 die Betreuung der HYPO Oberösterreich übernommen. Im Jahr 2004 folgten Raiffeisen Tirol und HYPO Salzburg. Gemeinsam mit der Übernahme der Bankenbetreuung wurde auch der Rechenzentrums Standort Innsbruck ins Unternehmen integriert.
Der Teil des GRZ, der bis 2012 mit der Softwareentwicklung für Nicht-Finanzinstitute betraut war, wurde 2012 in das neue Unternehmen Programmierfabrik GmbH verlagert.
2014 konnte auch die Raiffeisenbankengruppe Salzburg als Kunde des GRZ gewonnen und die Betreuung übernommen werden.
Die 2015 initiierte Kooperation der Raiffeisen Informatik Center Steiermark GmbH (RICS) (Umsatz 2021 144,1 Mio. Euro; 455 Mitarbeiter) mit der GRZ IT Center GmbH (GRZ) (Umsatz 2021 40,9 Mio. Euro; 94 Mitarbeiter) und der wechselseitigen Beteiligung der Raiffeisenlandesbank Oberösterreich und der Raiffeisen-Landesbank Steiermark an beiden Unternehmen endete am 1. November 2022 in einer Verschmelzung beider Unternehmen zur RAITEC GmbH.

## Tätigkeitsfelder und Leistungen
- High-Tech Finanzdienstleistungen
- Rechenzentrum
- Netzwerk und Arbeitsplatz der Zukunft
- Druck und Kuvertierung

## Testate und Zertifikate
- ISO 9001 – Qualitätsmanagement[2]
- ISO 27001 – Informationssicherheitsmanagement[3]
- ISAE 3402 – Assurance Report on Controls at a Service Organisation
- Cyber Trust Gütesiegel in Gold[4]
- BGF – Gütesiegel „Betriebliche Gesundheitsförderung (2023-2025)“

## Gesellschafter
- BHG Beteiligungsmanagement und Holding GmbH (Anteil: 78,4077 %) (100 %-Tochter der Raiffeisenlandesbank Oberösterreich)
- Raiffeisen Rechenzentrum Holding GmbH (Anteil: 15 %) (100 %-Tochter der Raiffeisen-Landesbank Steiermark)
- Raiffeisen-Landesbank Tirol AG (Anteil: 3,1415 %)
- Raiffeisenverband Salzburg eGen (Anteil: 2.975 %)
- Volkskreditbank AG (Anteil: 0,4757 %)